# Национальная лаборатория Гран-Сассо
Национа́льная лаборато́рия Гран-Са́ссо (итал. Laboratori Nazionali del Gran Sasso; сокр. LNGS) — подземная лаборатория в Италии, одна из четырёх лабораторий итальянского Национального института ядерной физики. Занимается экспериментами в области физики элементарных частиц и ядерной физики. Строительство лаборатории началось в 1982, работать она начала в 1989 году. На 2006 год являлась крупнейшей подземной лабораторией в мире.

## Расположение лаборатории
Лаборатория находится в 120 км от Рима в горном массиве Гран-Сассо, на территории национального парка Гран-Сассо и Монти-делла-Лага.
Лаборатория состоит из наземной части (расположенной возле деревни Ассерджи на юго-западном склоне массива Гран-Сассо) и подземных помещений, расположенных под горой Аквила, на средней глубине около 1400 м (3600 м водного эквивалента) и на высоте около 1000 м над уровнем моря. Доступ в подземные залы лаборатории осуществляется через действующий автомобильный туннель Гран-Сассо длиной более 10 км (ветка западного направления). Подземное расположение позволяет на много порядков уменьшить фон от космических лучей в экспериментах, требующих крайне высокой чувствительности к ядерным событиям, что необходимо для регистрации редких радиоактивных распадов,  исследования солнечных, реакторных и ускорительных нейтрино, детектирования взаимодействий гипотетических частиц тёмной материи с веществом.
Подземная часть лаборатории состоит из трёх залов (A, B и C), соединённых переходными туннелями. Каждый зал имеет длину около 100 м, ширину и высоту около 20 м.

## Эксперименты, проводящиеся в лаборатории
В лаборатории проводится ряд физических экспериментов, большинство из которых выполняются крупными международными коллаборациями, состоящими из десятков и сотен учёных из научных организаций многих стран мира (включая Россию).

### OPERA
В лаборатории проводится эксперимент OPERA, в котором задействован пучок мюонных нейтрино CNGS (ЦЕРН — Гран-Сассо). Основной целью эксперимента является поиск вакуумных осцилляций мюонных нейтрино в тау-нейтрино на базе пролёта 732 км. В сентябре 2011 г. коллаборация OPERA обнародовала результаты, которые можно было интерпретировать как движение нейтрино от источника до детектора со сверхсветовой скоростью.
В мае 2012 г. в результате контрольных экспериментов было выяснено, что ошибочные данные о сверхсветовой скорости нейтрино появились в результате технических ошибок.